# Lewis Fitz-Gerald
Lewis Fitz-Gerald (n. 15 noiembrie 1958, Adelaide, Australia de Sud, Australia) este un actor, scenarist și regizor de televiziune australian. De asemenea este profesor academician care ține prelegeri la University of New England din Armidale, Noul Wales de Sud.
A interpretat în filme notabile ca Breaker Morant (1980) și Întuneric total (2000) sau în serialul Refugiați în trecut (1993).

## Filmografie

### Ca actor
- Breaker Morant (1980) – Lt. George Witton
- The Last Outlaw (1980, mini-serie TV) – Tom Lloyd
- I Can Jump Puddles (1981, serie TV) – Alan Marshall / Narator
- Outbreak of Love (1981, serie TV) – Alan Marshall / Narator
- We of the Never Never (1982) – Jack
- Fighting Back (1982) – John Embling
- The Dean Case (1982, film TV) – George Dean
- The Boy Who Had Everything (1984) – Vandervelt
- The Flying Doctors (1985–1986, serie TV) – David 'Gibbo' Gibson
- The More Things Change... (1986) – Barry
- The Shiralee (1987, mini-serie TV) – Tony
- Warm Nights on a Slow Moving Train (1988) – Brian
- Rikky and Pete (1988) – Adam
- Evil Angels (1988) – Tipple
- The Four Minute Mile (1988, TV movie) – Denis Johannson
- Police State (1989, TV movie) – Gary Crooke
- R.F.D.S. (1993, serie TV) – Dr. Sebert Blitho
- Time Trax (1993, serie TV) - C.L. Burke
- Spider & Rose (1994) – Robert Dougherty
- Dead Heart (1996) – Les
- The Adventures of Sam (1997, serie TV) – Captain Billy Branscombe (voce)
- Pitch Black (2000) – Paris P. Ogilvie
- The Three Stooges (2000, TV movie) – Jules White
- Border Patrol (2000, TV movie) – Dr. Roderick Helms
- The Mystery of Natalie Wood (2004, TV series) – Dr. Thayer
- The Boys Are Back (2009) – Tim Walker
- Home and Away (2010, serie TV) – Snr Detective Gordon Eaves
- Crownies (2011) – Sir Michael Smurfit
- Not Suitable for Children (2012) – Dr. McKenzie
- The Wolverine (2013) – Attorney #1 (nemenționat)
- Janet King (2014) – David Sinclair, SC
- Truth (2015) – Louis Boccardi
- Hunters (2016, TV series) – Truss Jackson
- Dance Academy: The Movie (2017) – ICU Dr Kelly
- Pimped (2018) – Michael Hanson
- Harmony (2018) – Mr. Lenox
- Pine Gap (2018, mini-serie TV) – Rudi Fox

### Ca regizor
- Twisted Tales (1996, serial TV)
- Water Rats (1996, serial TV)
- McLeod's Daughters (2001, serial TV)
- Home and Away (2006, serial TV)
- Out of the Blue (2008, serial TV)

### Lucrări independente
- The Last Man Hanged (film din 1993) (scenarist, actor, regizor)